# Jonathan Harker
Jonathan Harker é um personagem fictício e um dos principais protagonistas do romance de terror gótico de 1897 de Bram Stoker, Drácula. Sua jornada para a Transilvânia e encontro com o vampiro Conde Drácula e suas Noivas no Castelo Drácula constituem as dramáticas cenas de abertura do romance e da maioria das adaptações cinematográficas. 
Stoker se apropriou do sobrenome de seu amigo Joseph Cunningham Harker (1855–1920), cenógrafo do Lyceum Theatre e pai do ator William Gordon Harker (1885–1967), bem como bisavô da atriz Polly Adams, cujas filhas-atrizes Susannah Harker e Caroline Harker adotaram o sobrenome Harker para seus nomes artísticos.

## No romance
Harker é um advogado recém-qualificado de Exeter, que é designado por seu empregador, Sr. Hawkins, para atuar como agente imobiliário de um cliente estrangeiro chamado Conde Drácula que deseja se mudar para Londres. Harker descobre em Carfax, perto de Purfleet, Essex, uma residência que atende às necessidades do cliente e viaja para a Transilvânia de trem para consultá-lo sobre isso.
Em Bistritz, Harker pega uma carruagem para Passo Borgo, onde à meia-noite outra carruagem puxada por quatro cavalos pretos, espera para levá-lo ao Castelo Drácula no alto das montanhas dos Cárpatos.  No castelo Harker é recebido pelo misterioso e sinistro Conde Drácula e finaliza a transação da propriedade. Logo, no entanto, Harker percebe que ele tem sido feito prisioneiro por seu anfitrião, que é revelado como um vampiro. Harker também tem um encontro perigoso com as três sedutoras Noivas de Drácula, cujos desígnios sobre ele só são frustrados pela intervenção do Conde. Ele promete dar Harker para elas depois que seu negócio for concluído e lhes dá uma "bolsa balançando" (presumida por Harker como uma criança humana) para apaziguá-las. Drácula parte para a Inglaterra e abandona Harker no castelo como uma refeição para suas noivas vampiras, como havia prometido para elas.
Harker consegue escapar, encontrando refúgio em um convento. Ele sofre um colapso nervoso após suas experiências com os vampiros; sua noiva, Mina Murray, vem cuidar de sua saúde com a ajuda das freiras e se casa com ele lá. Ele volta para casa na Inglaterra e depois vê Drácula em Londres. Depois de saber que Drácula matou a melhor amiga de Mina, Lucy Westenra, Harker se junta a Abraham Van Helsing, John Seward, Arthur Holmwood e Quincey Morris em uma missão para matar o vampiro, que mordeu Mina. Suas habilidades clericais são muito úteis para coletar informações e rastrear os covis de Drácula em Londres por meio de papelada.
Ele promete destruir Drácula e, se puder, enviar "sua alma para todo o sempre para queimar no inferno [..]!" mesmo que isso seja à custa de sua própria alma. À medida que Mina se aprofunda sob o domínio de Drácula, no entanto, Harker não tem certeza do que fazer. Enquanto ele promete para ela que a tirará de sua miséria se ela cair completamente sob o controle de Drácula, na privacidade de seu diário ele escreve que, se ela se tornasse uma vampira, ele se tornaria um só para poder continuar a estar com ela. Ele finalmente a salva destruindo Drácula, no entanto; no clímax do livro, ele abre o caixão de Drácula e corta a garganta de Drácula com uma faca kukri, enquanto Morris o esfaqueia no coração com uma faca Bowie.
Em uma nota pós-escrito ambientada sete anos depois, é revelado que Harker e Mina têm um filho a quem deram o nome de todos os quatro membros do grupo, mas a quem chamam de Quincey, depois de Morris, que sacrificou sua vida para ajudá-los a destruir Drácula. Harker eventualmente visita o castelo de Drácula junto com sua esposa e filho e seus amigos sobreviventes para relembrar. Quando Harker volta para casa com sua família, Van Helsing diz que um dia o filho de Harker aprenderá toda a história.

## Representações

### No cinema

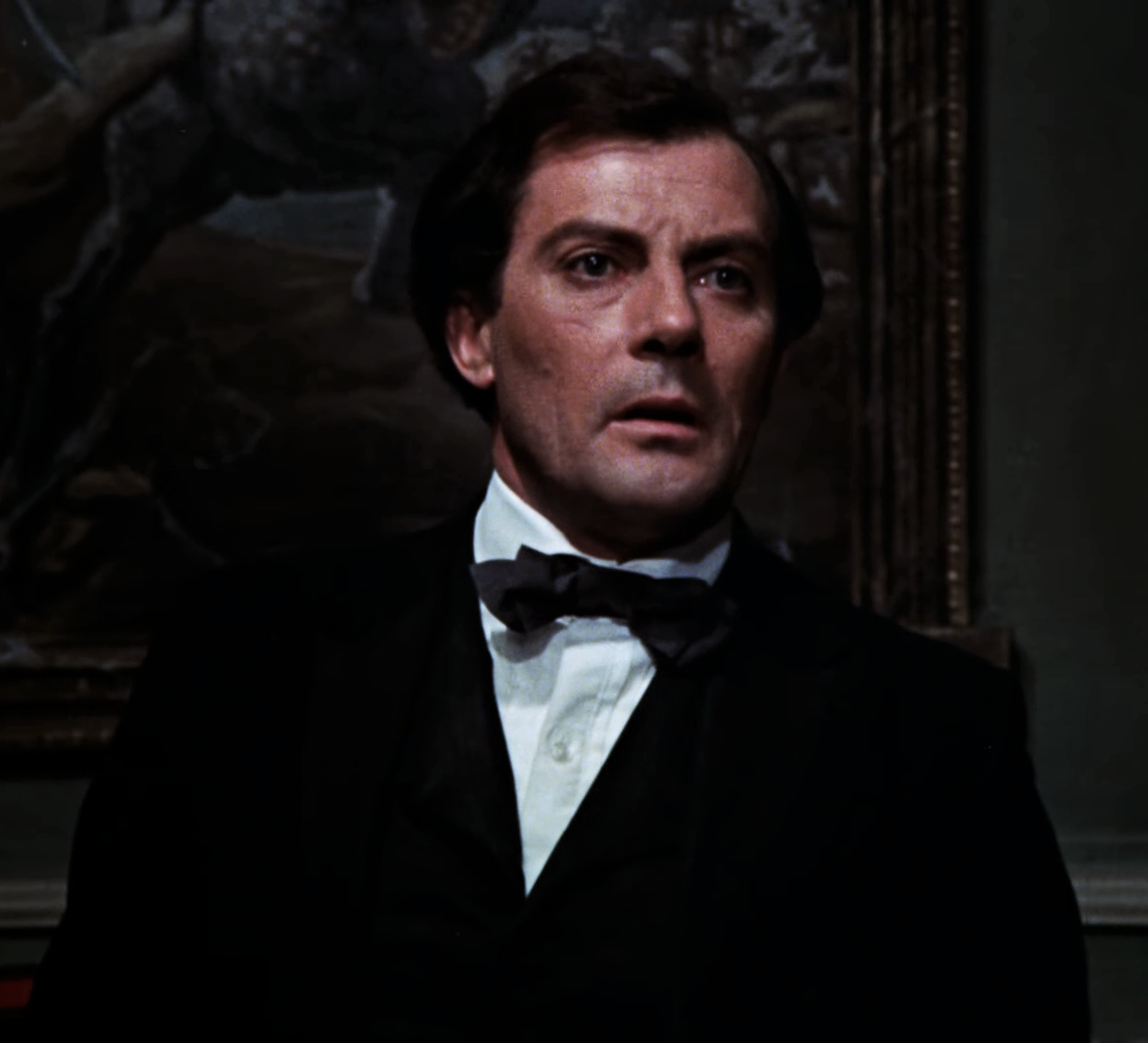
Murray Brown como Harker em Dracula (1973)

- Gustav von Wangenheim (como Thomas Hutter) em Nosferatu (1922)
- David Manners (como John Harker) em Dracula (1931) - nesta versão, ele nunca vai para a Transilvânia.
- Barry Norton (como Juan Harker) em Drácula (versão em espanhol, 1931) - nesta versão, ele nunca vai para a Transilvânia.
- Bülent Oran (como Azmi) em Drakula Istanbul'da (1953) - nesta versão, ele sozinho destruiu Drácula.
- John Van Eyssen em Dracula (1958) - nesta versão, ele está noivo de Lucy e morto por Drácula em seu castelo e se transformou em um vampiro.
- Corin Redgrave em Dracula (1968) - nesta versão, ele enlouquece depois de visitar o castelo de Drácula e se transforma em um personagem parecido com Renfield, que faz o lance de Drácula.
- Fred Williams em Count Dracula (1970) - ele é retratado fielmente ao seu homólogo no romance.
- Jan Schánilec no filme de TV checoslovaco Hrabe Drakula (1971) - ele é retratado fielmente ao seu homólogo no romance.
- Murray Brown em Dracula (1973) - nesta versão, ele é morto pelas noivas de Drácula em seu castelo e transformado em vampiro.
- Bosco Hogan em Count Dracula (1977) - ele é retratado fielmente ao seu homólogo no romance.
- Bruno Ganz em Nosferatu the Vampyre (1979) - nesta versão, ele é casado com Lucy e se torna um vampiro no final do filme.
- Trevor Eve em Dracula (1979) - nesta versão, ele está noivo de Lucy e nunca vai para a Transilvânia.
- Keanu Reeves em Bram Stoker's Dracula (1992) - ele é retratado fielmente ao seu homólogo no romance.
- Steven Weber em Dracula: Dead and Loving It (1995) - nesta versão ele nunca vai para a Transilvânia (Renfield vai lá em vez disso).
- Hardy Krüger Jr. em Dracula (2002) - ele é re-imaginado como um advogado americano de sucesso moderno.
- Johnny A. Wright em Dracula: Pages from a Virgin's Diary (2002)
- Rafe Spall em Dracula (2006) - nesta versão, ele é morto por Drácula em seu castelo.
- Amouri em Dracula (2008) - uma série de televisão indiana na Gemini TV.
- Corey Landis em Dracula Reborn (2012) - nesta versão, ele é re-imaginado como corretor de imóveis americano moderno, que vende propriedades de Drácula na Califórnia. Ele é morto por sua esposa Lina, que se transformou em vampira.
- Unax Ugalde em Dracula (2012) - nesta versão, ele é morto por Drácula e transformado em vampiro.
- Oliver Jackson-Cohen em Dracula (série de televisão, 2013) - nesta versão, ele é um jornalista gauche que está desesperado para subir nas fileiras da aristocracia.
- John Heffernan em Dracula (minissérie de televisão, 2020) - nesta versão, ele é morto por Drácula e transformado em um morto-vivo. Ele consegue escapar do castelo para um convento. Sua existência de morto-vivo é terminada por Drácula depois que ele o convida para o convento. Drácula brevemente usa seu rosto como disfarce.
- Ryan Woodcock em Dracula: The Original Living Vampire (2022) - nesta versão, Harker assume um papel mais parecido com Van Helsing, sendo um químico que acredita nos mortos-vivos, pensando que pode explicar algumas coisas no mundo que a ciência não pode. Ele não tem relacionamentos românticos com Mina ou Lucy nesta versão, mas é amigo da detetive Amelia Van Helsing, ajudando-a em suas investigações.

Algumas das adaptações têm Harker sucumbindo ao vampirismo (de Drácula ou das noivas) e tendo que ser morto.

Na maioria das adaptações, o papel de Harker é reduzido do herói do romance e o foco (e simpatia) é atraído para outros personagens, principalmente Van Helsing ou o próprio Drácula.
Enquanto Harker e Mina são o romance central do romance e Mina não compartilha as afeições de nenhum outro homem, ela é frequentemente retratada como o interesse amoroso de Drácula e não como Harker.
Na maioria das adaptações, geralmente é Van Helsing ou algum outro personagem, que mata Drácula, enquanto Harker já está morto nessa época ou não desempenha nenhum papel (ou pouco papel) na morte do vampiro.

### No teatro
- No musical de Frank Wildhorn, Dracula, the Musical, Jonathan foi interpretado por Darren Ritchie na produção da Broadway de 2004. Nas produções de St. Gallen Suíça e Graz Austria, Jonathan foi interpretado pelo ator sueco de teatro musical, Jesper Tydén.
- Em 2006, o musical franco-canadense Dracula – Entre l'amour et la mort Jonathan foi interpretado por Sylvain Cossette.
- Em 2011, o musical francês Dracula – L'amour plus fort que la mort Jonathan foi interpretado por Julien Loko.
- Em 2019, a produção de Dracula do Northern Ballet por David Nixon Jonathan foi retratado por Lorenzo Trossello. A produção foi gravada e exibida nos cinemas do Reino Unido no Halloween e depois transmitida na BBC4 em 2020.[8]